# Colletes hyalinus
Colletes hyalinus là một loài Hymenoptera trong họ Colletidae. Loài này được Provancher mô tả khoa học năm 1888.

## Hình ảnh

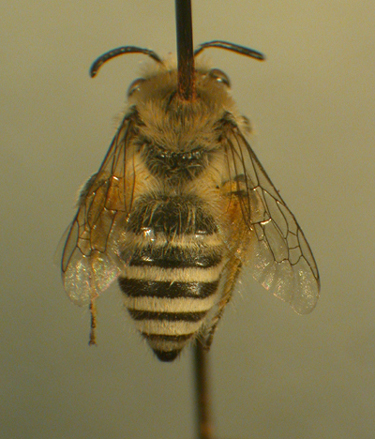